# Sergio Casal
Sergio Casal, född den 8 september 1962 i Barcelona, är en spansk tennisspelare.
Han tog OS-silver i herrarnas dubbelturnering i samband med de olympiska tennisturneringarna 1988 i Seoul.